# 1320-as évek
Évszázadok: 13. század · 14. század · 15. század
Évtizedek: 1270-es évek · 1280-as évek · 1290-es évek · 1300-as évek · 1310-es évek · 1320-as évek · 1330-as évek · 1340-es évek · 1350-es évek · 1360-as évek · 1370-es évek
Évek: 1320 · 1321 · 1322 · 1323 · 1324 · 1325 · 1326 · 1327 · 1328 · 1329

## A világ vezetői
- I. Károly magyar király (Magyar Királyság) (1308–1342† )